# Гликман, Сергей Абрамович
Серге́й Абра́мович Гли́кман (16 января 1892, Кишинёв, Бессарабская губерния — 1966, Саратов, Саратовская область РСФСР, СССР) — советский физикохимик и химик-органик, доктор химических наук (1938), профессор (1939), один из пионеров исследования полимеров в СССР.

## Биография
Родился в Кишинёве 3 января (по старому стилю) 1892 года, был старшим ребёнком в семье купца второй гильдии Абрама Тимофеевича Гликмана (Пильдеша, 1849—?), из местечка Маяки Одесского уезда Херсонской губернии, и Маси Мошковны (Моисеевны) Акучковер-Аккерман (1865—?), уроженки Хотина. В 1899—1909 годах учился в гимназии в Кишинёве. В 1914 году окончил физико-математический факультет Императорского университета Святого Владимира в Киеве со специализацией по физической химии. В 1914—1916 года продолжил обучение на отделении электрохимии в Петроградском политехническом институте, где специализировался на отравляющих веществах и мерах борьбы с ними. В 1916 году был призван в действующую армию, служил старшим лаборантом в Петроградской военно-походной лаборатории Комитета военно-технической помощи, с 8 октября 1917 года — войсковым химиком военно-походной лаборатории 3-го запасного пехотного полка Румынского фронта. 
В 1919—1921 годах — в Самаре, преподавал в гимназии и был ассистентом кафедры неорганической и аналитической химии Самарского университета. В 1921—1927 годах жил в Киеве, работал сотрудником местных газет и редактором научных журналов. В 1927—1939 годах — в Ленинграде, преподаватель в химическом техникуме, ассистент и доцент по коллоидной химии в Ленинградском химико-технологическом институте, заведующий лабораторией физической химии Ленинградского научно-исследовательского института пластмасс, доцент кафедры химической физики Ленинградского индустриального института, заведующий кафедрой химии Ленинградского электротехнического института (с 1939 года профессор).
Кандидат химических наук (1935), доктор химических наук (1938).
В 1939—1941 годах — заведующий кафедрой физической и коллоидной химии Киевского технологического института пищевой промышленности и научный руководитель лаборатории коллоидных свойств теста Украинского института зерна. В 1941—1943 годах заведующий кафедрой неорганической и общей химии эвакуированного в Ташкент Одесского института инженеров мукомольной промышленности и элеваторного хозяйства, в 1943—1944 годах заведующий кафедрой физической и коллоидной химии Одесского технологического института консервной промышленности в Сталинабаде, в 1944—1945 годах заведующий кафедрой коллоидной химии Ярославского технологического института резиновой промышленности.
С 30 июля 1945 года до 1966 года — заведующий кафедрой коллоидной химии (с 1954 года — кафедра физической и коллоидной химии, с 1958 года — кафедра физической химии полимеров и коллоидов) в Саратовском государственном университете. В 1947—1959 годах был директором научно-исследовательского института химии и деканом химического факультета СГУ. В 1958 году основал на химическом факультете проблемную лабораторию физики и химии полимеров.

## Публикации
- Задание к практическим работам по химии. Электротехнический институт связи. Л.: Картмастерская при ЦНИГРИ, 1938. — 34 с.
- Введение в физическую химию высокополимеров. Саратов: Издательство Саратовского университета, 1959. — 379 с.
- Процессы гелеобразования / Под ред. проф. С. А. Гликмана. Саратов: Издательство Саратовского университета, 1968. — 105 с.

## Семья
- Жена (с 1945 года) — Милица Фёдоровна Гликман-Смиренская, родом из Ярославля[7].
  - Сын — Семён Сергеевич Гликман (род. 1949), композитор, пианист, преподаватель кафедры музыкального театра ГИТИСа.
    - Внук — Дмитрий Семёнович Ульянов, сценарист, режиссёр-документалист, журналист.
- Сын от первого брака — Леонид Сергеевич Гликман (1929—2000), палеонтолог, доктор биологических наук, автор монографий «Акулы палеогена и их стратиграфическое значение» (1964) и «Эволюция меловых и кайнозойских ламноидных акул» (1980)[8].
  - Внуки — журналисты Сергей Леонидович Шолохов и Екатерина Леонидовна Гликман (сотрудник «Новой газеты»).
- Братья (от первого брака отца) — Евгений Абрамович Гликман, помощник присяжного поверенного Кишинёвской судебной палаты, поэт, автор сборника стихов «Стихотворения: 1908—1916» (Саратов: тип. Л. Н. Авербах, 1917. — 111 с.), изданных отдельными изданиями в 1917 году в Саратове пьес «Эда» (драма в 3 действиях) и «Медичка» (шутка в 1 действии, псевдоним «Чайльд  Гарольд»); Тимофей Абрамович Гликман — литератор и переводчик, известный под псевдонимом «Тимофей Грек».